# Cacoxenus asiatica
Cacoxenus asiatica är en tvåvingeart som beskrevs av Toyohi Okada 1988. Cacoxenus asiatica ingår i släktet Cacoxenus och familjen daggflugor.
Artens utbredningsområde är Sri Lanka. Inga underarter finns listade i Catalogue of Life.